# Ленка (співачка)
Ленка Крипач; англ. Lenka; англ. Lenka Kripac; нар. 19 березня 1978, Сідней, Австралія) — австралійська співачка та акторка. Відома виконанням пісні «Everything at once» (укр. «Все одразу»), відеокліп на яку став основою рекламного ролика операційної системи Windows 8 компанії Microsoft.

## Біографія
Народилася в сім'ї чехословацького музиканта і вчительки з Австралії. Виросла на океанському узбережжі в австралійському штаті Новий Південний Уельс. Займатись музикою почала в 7 років в Сіднеї, зі вступом до школи.
Підліткою вивчала акторську майстерність в школі при Австралійському театрі для дітей та юнацтва, де займалась разом із Кейт Бланшетт.
1. ↑  Deutsche Nationalbibliothek Record #136468462 // Gemeinsame Normdatei — 2012—2016.
2. ↑  Discogs — 2000.